# Крюков, Сергей Иванович
Серге́й Ива́нович Крю́ков (1785 — 30 ноября (12 декабря) 1804, местечко Горенград) — русский публицист, журналист, поэт.
Вместе с М. Н. Макаровым, П. И. Шаликовым, И. В. Смирновым издавал «Журнал для Милых» (Москва, 1804), первый специально предназначенный для читательниц русский журнал, где помещал до крайности наивные стихи и полемические статейки.